# 崔秋霞
崔秋霞（1990年9月11日—），广东省云浮市新兴县稔村镇坝塘村人，中国女子曲棍球運動員，亦為中国国家女子曲棍球队成員，現任球队队长。

## 簡歷
崔秋霞出生于一个体育家庭，父亲崔松德从小就引导她接受体能训练，在小学五年级時憑体育竞技的出众表现被伯乐相中，被選進县体校接受专业的训练。
2016年，崔秋霞代表中国出戰巴西里约热内卢舉行的奥林匹克运动会女子曲棍球比賽。中国队最終排名小组第五位，无缘八强。